# Acutipetala
Acutipetala is een geslacht van spinnen uit de  familie van de Agelenidae (trechterspinnen).

## Soorten
- Acutipetala donglini Dankittipakul & Zhang, 2008
- Acutipetala octoginta Dankittipakul & Zhang, 2008